# (2837) Griboedov
(2837) Griboedov (1971 TJ2; 1973 AD1; 1974 HD2; 1979 HZ2; 1981 VD1) ist ein ungefähr zwölf Kilometer großer Asteroid des äußeren Hauptgürtels, der am 13. Oktober 1971 vom russischen (damals: Sowjetunion) Astronomin Ljudmila Iwanowna Tschernych am Krim-Observatorium (Zweigstelle Nautschnyj) auf der Halbinsel Krim (IAU-Code 095) entdeckt wurde. Er gehört zur Koronis-Familie, einer Gruppe von Asteroiden, die nach (158) Koronis benannt ist.

## Benennung
(2837) Griboedov wurde nach dem Diplomaten und Dramatiker Alexander Sergejewitsch Gribojedow (1795–1829) benannt. Sein Werk Verstand schafft Leiden ist das meistaufgeführte Theaterstück in Russland.